# Øvre Eiker
Øvre Eiker é uma comuna da Noruega, com 458 km² de área e 15 412 habitantes (censo de 2004).         